# あ・キレた刑事
『あ・キレた刑事』（あキレたデカ）は、2001年に、東映Vシネマにて公開されたオリジナルビデオ作品である。全2作が作られた。かつて日本テレビ放送網にて放映されたテレビドラマ作品『あきれた刑事』とは全くの別物である。
「笑えるポリスアクション」と銘打ち、『あぶない刑事』同様に、刑事コンビの破天荒な活躍を描いている。

## キャスト
神奈川県新港警察署捜査課
- 黒木三郎（ギャンブル狂刑事）：小沢仁志
- 白川甫（キャバクラ好き刑事）：菅田俊
- 蛭子悟（課長）：ベンガル
- 間壁源一郎（刑事）：石井愃一
- 本渡夏未（刑事）：青田典子
- 加山敬一（刑事）：草野康太
- 三輪充（刑事）：津久井啓太

## 概要

### パート1
- ゲスト：TEAH、杉崎ひろや、大和屋ソセキ、松田悟志、中丸新将、中塚みやこ、鷹城佳世　ほか

### パート2
- ゲスト：夏生ゆうな、池田政典、松田ケイジ、大林丈史、中根徹、近藤康成、天現寺竜、婆娑羅天明、殺陣剛太　ほか

## スタッフ
- 製作：東映ビデオ
- 製作協力：セントラルアーツ
- 脚本：柏原寛司
- 監督（兼脚本）：鳥井邦男（1）、室賀厚（2）
- 音楽：Fuji-Yama
- 技斗：二家本辰巳
- カースタント：カースタントTAKA
- ガンエフェクト：BIGSHOT
- 現像・テレシネ：東映化学
- スタジオ：東映東京撮影所
- 企画：黒澤満
- プロデュース：結城良熙、岡田真
- エンディングテーマ：SNAKE HIP SHAKES（森重樹一）「SISTER RAINBOW」